# Ctenogobius smaragdus
Ctenogobius smaragdus är en fiskart som först beskrevs av Valenciennes, 1837.  Ctenogobius smaragdus ingår i släktet Ctenogobius och familjen smörbultsfiskar. Inga underarter finns listade i Catalogue of Life.